# Haims
Haims é uma comuna francesa na região administrativa da Nova Aquitânia, no departamento de Vienne. Estende-se por uma área de 32,25 km². Em 2010 a comuna tinha 229 habitantes (densidade: 7,1 hab./km²).